# Femme de la rue
Cet article possède un paronyme, voir Une femme dans la rue.
Femme de la rue est un film documentaire belge traitant des agressions verbales à caractère sexiste dans la rue dans le quartier Anneesens–Lemonnier au centre de Bruxelles,,,,. Il a été réalisé par Sofie Peeters, alors étudiante à la Haute école Rits, l’école d’art du spectacle et des techniques audiovisuelles, comme travail de fin d’étude. Peeters a utilisé le site de financement participatif Sponsume.
Le 26 juillet 2012, il a été diffusé sur la chaîne flamande Canvas et projeté au Cinéma Galeries à Bruxelles.
Certains observateurs considérèrent que le film avait secoué la population belge en traitant d'un sujet encore tabou, lequel sujet ayant même fait peu après l'objet d'articles dans la presse étrangère,,,.
À la suite de cette diffusion, l’administration communale et le parquet de Bruxelles ont conclu un accord à ce sujet le 28 juillet 2012 imposant des amendes administratives de 250 euros à toute personne qui aura importuné une femme dans la rue. Un projet de loi a aussi été proposé par la ministre de l’intérieur Joëlle Milquet.

## Fiche technique
- Titre original : Femme de la rue
- Réalisation et scénario : Sofie Peeters
- Pays :  Belgique
- Genre : Documentaire
- Durée : 17 minutes
- Format : Couleurs
- Budget : 2 000 euros[6]
- Date de sortie :
  - Belgique : 26 juillet 2012